# أشلي والدن
أشلي والدن (بالإنجليزية: Ashley Walden)‏ هي متسابقة على الجليد بمزلاجة أمريكية، ولدت في 5 نوفمبر 1981 في فرامينغهام في الولايات المتحدة.

## وصلات خارجية
- أشلي والدن على موقع FIL (الإنجليزية)
- أشلي والدن على موقع أوليمبيديا (الإنجليزية)